# Aitor Ocio
Aitor Ocio Carrión (* 28. November 1976 in Vitoria-Gasteiz) ist ein ehemaliger spanischer Fußballspieler, der zuletzt von 2007 bis 2012 bei Athletic Bilbao unter Vertrag stand. Er spielte als Verteidiger.

## Karriere
Aitor Ocio gelangte über die Stationen Aurrera Vitoria, SD Eibar, Albacete und CA Osasuna im Sommer 2001 zu Athletic Bilbao. Hier verbrachte er zwei Spielzeiten und verzeichnete insgesamt 33 Einsätze. Im Jahr 2003 folgte der Wechsel zum FC Sevilla, wo er die erfolgreichste Zeit seiner Karriere erleben sollte. So konnte er in den Jahren 2006 und 2007 mit der andalusischen Mannschaft jeweils den UEFA-Pokal gewinnen sowie im Jahre 2006 den UEFA Super Cup und 2007 die Copa del Rey.
Vor der Saison 2007/08 folgte die Rückkehr zu Athletic Bilbao, wo er absoluter Stammspieler ist, was ihm zuletzt in Sevilla nicht mehr gelang. Nach zwei erfolgreichen Jahren verlor er 2009/10, bedingt auch durch Verletzungen, seinen Stammplatz und kam in der Folgezeit nur noch selten zum Einsatz. Nach Abschluss der Spielzeit 2011/12 beendete er seine Karriere.